# Джйоті-шастра

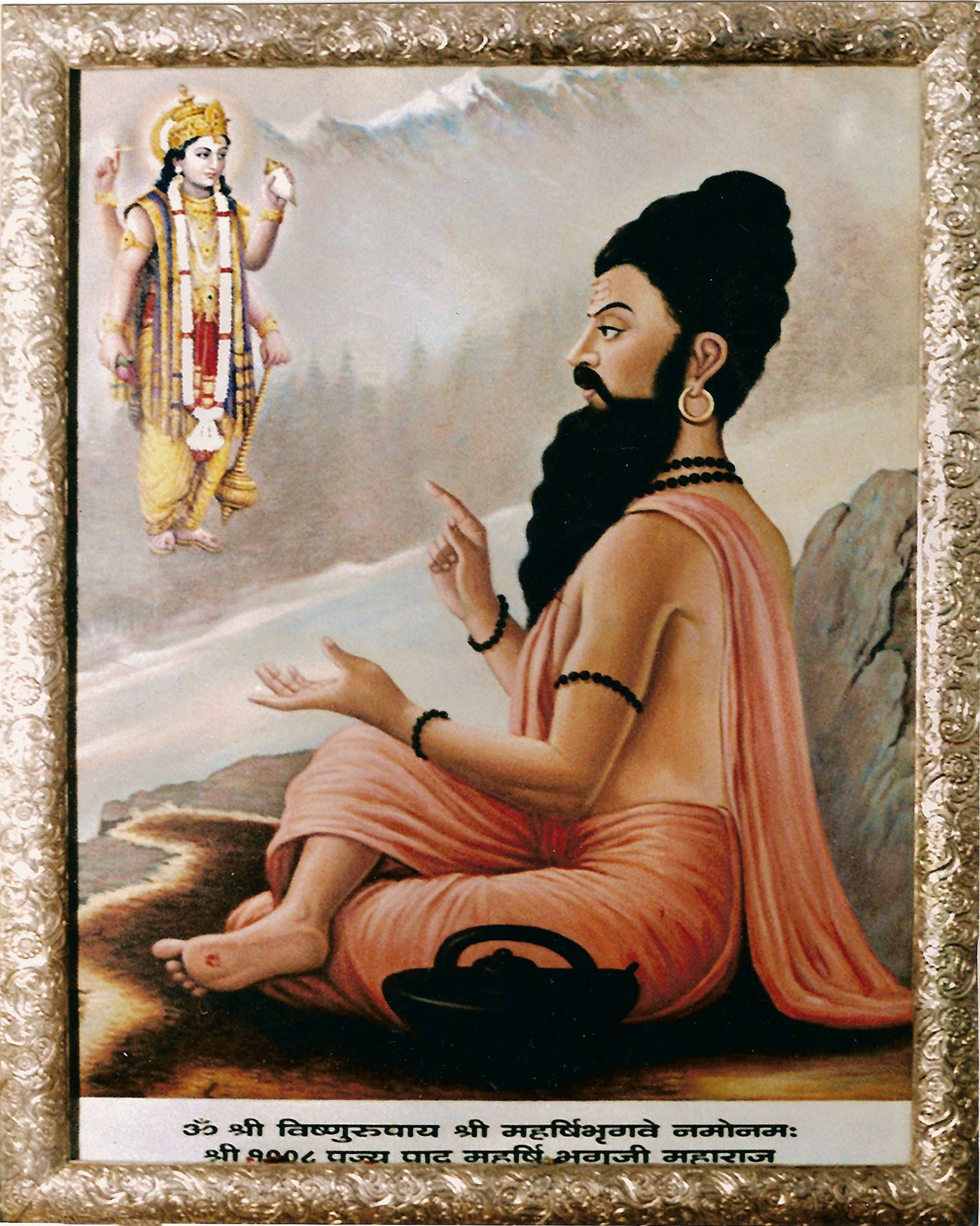
Махаріші Бхрігу

Джйоті-шастра — (санскр. ज्योतिष, Jyotiṣa, від jyótis — «світло божественного знання», шастра — трактат), є текст з класичної літератури  на тему індуїстської астрології, сходить до середньовічного періоду літератури на класичному санскриті (приблизно 3-го по 9-й століття н.е.) тільки найбільш важливі з них існують у наукових виданнях або переклади, такі як Явана Джатака (3-й століття), Бріхат Самхіта (6 століття), Бріхат Парашара Хорашастра (7-ий століття) або Саравалі (8 століття),  багато з них залишається невідредагованими на санскриті у народних рукописах.
Такі класичні тексти слід відрізняти від сучасних робіт. Є велика кількість сучасних публікацій, які відображають важливість астрології в індуській культурі. Відомі сучасні автори включають Шрі Юктешвар Гирі (1855-1936), Бангалор Венката Раман (1912-1998), В. К. Чоудрі (р. 1951) або Санджай Ратх (р. 1963).

## Класифікація
До джйоті-шастр відносять - трактати з астрономії, математики, астрології і ворожіння,  всього близько 10%  санскритських рукописів, які збереглись. Бріхат Самхіта (1.9)  поділяє їх на
- Самхіта: знамення
- Ганіта:  астрономія
- Хора:  астрологія

Інший спосіб класифікації - 
- Сіддханта: математична астрономія
- Самхіта:  астрологія колективна (Світова Астрологія, прикмети і т.д.)
- Хора: астрологія народження  (джатака), астрологія вибору - тобто Прашна і т.д.

### Типи текстів
- Сіддханта
- Карана
- Костхака
- Місрака
- Ганіта
- Джатака
- Мухурта
- Прашна
- Таджика
- Ятра
- Віваха
- Нібандха
- Коса

### Трактати із Хори
| - Сканда Хора або Джйотішматі Упанішада (Бог Брахма) - Бріхат Праджапатья (Дакши Праджапати) - Лагху Праджапатья (Дакши Праджапати) - Васішта Хора (Мудрець Васішта) - Гарга Хора (Гарга) - Коушіка Хора (Вішвамитра) - Соунака Хора (Соунака) - Бріхат Парашара Хорашастра ( Парашара) - Сур’я Хора, Сур’я Джатакам або Сурйаруна Самвадам (мудрець Сур’я) - Ломаса Самхіта (Ломаса) - Джайміні Сутра ( Джайміні) - Брігу Сутра (Брігу) - Веданга Джйотіша (Лагадха) - Яванесвара Хора або Яванаджатака (Яванесвара) - Вішнугупта Хора (Вішнугупта, також відомий як Чанакья) - Сатьячарйа Хора (Сатьячарйа) - Джівасарма Хора (Джівасарма) - Шрутакерті Хора (Шрутакерті) - Сідхасена Хора (Сідхасена) - Майя Хора (Майя, учень Сур’ї) - Спуджидваджа Хора (цар Спуджидваджа) | - Менараджа Хора або Врідха Явана Хора (цар Мена) - Саравалі (Кальянаварма) - Бріхат джатака (Варахаміхіра) - Пхаладіпіка (Мантресвара) - Хора Сара (Прітуйасас) - Сарвартха Чинтамані (Венкатеса Дайваджна) - Хора Ратна (Ачарья Балабхадра) - Джатака Паріджата (Вайдьянатха Дікшіта) - Чаматкара Чинтамані - Каш'япа Хора - Пурва Каламрітам (Ганака Калідаса) - Уттар Каламрітам (Ганака Калідаса) - Сука Наді - Дева Кералам або Чандра Кала Наді (Ач'юта) - Таджика Нілакантхі (Нілакантха) - Пранасанушата Падхаті - Прашна Ратна - Прашна Марга (Панакату Санкаран Намбутірі Брамін) - Дайваджна Валлабга (Варахаміхіра) - Калапракашіка - Дасадхйаї (Говінда Бхататірі) |

### Трактати з мухурти
| - Адбхута Сагар - Бріханнарад - Бріхіт-дайвігйаранджан - Бріхат-джйотішар - Дайвігйама-норанджан Дайвігйаманохар Грант - Ганак мандан - Джан манджарі - Джаганмохан Грант - Джйотіпракаш - Джйотір-нібандх - Джйотіш Ратан - Джйотішсар - Джйотіш Чинтамані - Джйотірвіда-бхарнам - Кал Кханда - Кал Нірнайа Діпіка - Кал Пракашіка - Мадхавіям - Мухуртарнава - Мухурта-ратна (Говінда Бхататірі) | - Мухурт Бхаскар - Мухурт Чинтамані (Дайвйагйа Рам) - Мухурт Чудамані - Мухурт Дарпан - Мухурт Діпак - Мухурт Діпіка - Мухурт Ганпаті - Мухурт Калпадрум - Мухурт Мала - Мухурт Манджарі - Мухурт Мартанда - Мухурт Муктавалі - Мухурт Пракаш - Мухурт Падаві - Мухурт Сагар - Мухурт Санграха - Мухурт Татва - Мухурт Татвапрадіп - Мухуртарнава - Муктавалі | - Нарпатіджачарйа-свародая - Нардія - Нібандх Чудамані - Пурва Каламріт (2) - Раджмартанда - Ратанкуш - Ратанмала - Самарсар - Шив Свародая - Вайвахар Прадіп - Вівах Каутухал - Вівах Патал - Вівах Прадіп - Вівах Сар - Вівах Вріндаван - Вйавахарочая - Йога Ятра - Вйавахарсар - Мухурта Малья |

### Самхіта - трактати змунданної астрології
| - Брахмарші Самхіта - Бріхаспаті Самхіта - Бріхат Самхіта - Парашара Самхіта - Гарга Самхіта - Рішіпутра Самхіта - Гуру Самхіта - Каш'яп Самхіта - Ломаша Самхіта - Манав Самхіта | - Нагарджун Самхіта - Нарад Самхіта - Шакалья Самхіта - Самас Самхіта - Самхіта Прадіп - Самхіта Сідханта - Сатья Самхіта - Сур Самхіта - Вайкхан Самхіта - Васішт Самхіта |